# Фульвалени

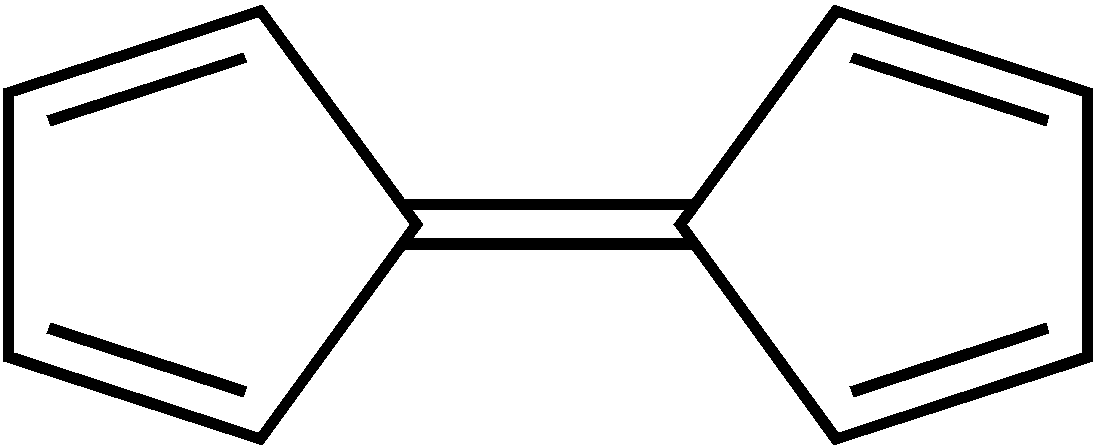
Фульвален.

Фульвалени (англ. fulvalenes, рос. фульвалены) — вуглеводень фульвален і його похідні, утворені шляхом заміщення (а в розширенні — аналоги, утворені заміною одного або більше вуглецевих атомів фульваленового скелета на гетероатом).